# La fiera degli immortali
La fiera degli Immortali (in francese: La foire aux Immortels) è un graphic novel sceneggiato ed illustrato dal disegnatore franco-jugoslavo Enki Bilal, e pubblicato nel 1980 da Les Humanoïdes Associés. Si tratta del primo volume della Trilogia Nikopol, seguita nel 1986 da La donna trappola e nel 1992 da Freddo equatore.

## Trama
Nel marzo 2023 Parigi è un agglomerato urbano politicamente autonomo retto dal regime fascista del governatore Jean-Ferdinand Choublanc.
Poco prima delle elezioni "fantoccio" che confermeranno Choublanc compare nei cieli della città una nave spaziale piramidale, i cui occupanti sono antiche divinità egizie; i visitatori entrano in contatto con le autorità e chiedono ingenti quantità di carburante.
Il mondo intero è ormai in perenne crisi energetica a causa del fatto che le risorse naturali sono sempre più esigue, pertanto la richiesta delle divinità obbligherebbe la popolazione ad enormi sacrifici. Egoisticamente Choublanc non si pone scrupoli ad elargire il carburante richiesto ponendosi come unico obbiettivo nella trattativa quello di ottenere una contropartita personale migliore possibile: chiede che gli venga concessa l'immortalità ma le divinità sdegnosamente rifiutano.
In quei giorni convulsi viene abbattuto un velivolo spaziale il cui occupante, un prigioniero ibernato, finisce nel secondo arrondissement (la periferia povera e sporca, opposta al centro della città abitato dalla società privilegiata e dall'élite governativa) per poi sparire misteriosamente in volo rasoterra di fronte agli occhi della milizia cittadina. Il nome del prigioniero è Alcide Nikopol, condannato trent'anni prima all'ibernazione per diserzione, che scopre di dovere la vita all'intervento di Horus, antico dio egizio in fuga dai suoi simili della piramide, che rimette in sesto il suo corpo ferito per "usarlo" nella sua vendetta divina contro i suoi pari.
Horus entra nella mente di Nikopol, parlandogli e fornendogli capacità fisiche e mentali che superano ampiamente i limiti umani, inoltre può all'occorrenza prendere pienamente possesso del corpo ospite e controllarlo a suo piacimento. Su ordine di Horus (che dimostra crescente simpatia nei confronti dell'umano), Nikopol si infiltra nella squadra di hockey cecosovietica dei Proiettili Rossi (in trasferta per un match contro le Frecce Nere parigine) e, dopo aver contribuito alla vittoria della squadra di Bratislava, stupisce la platea richiedendo ufficialmente asilo politico, primo passo di Horus per il suo piano di conquista del governo di Parigi.
Choublanc, deciso ad usare questa defezione come arma per la propria campagna elettorale, indice infatti una conferenza stampa con l'intenzione di presentare Nikopol alla nazione, ma questi, venendo posseduto da Horus poco prima della diretta televisiva, annuncia la sua abdicazione dalla carica di governatore e proclama Nikopol suo sostituto fino alle nuove elezioni.
Alla presentazione dei candidati il duetto Nikopol/Horus si trova di fronte a due concorrenti: l'ex consigliere di Choublanc, Aureliano Burnoldz-Mortier, e l'androide XB2, il compagno di Nikopol sulla capsula di ibernazione, sotto controllo delle divinità Anubi e Bastet. Quella sera Horus, insospettito dall'aura di impenetrabilità dell'androide, decide di andare ad eliminare i candidati; nel frattempo Nikopol, lasciato solo, viene ucciso da un sicario di Aureliano, e subito salvato dall'intervento degli altri dei egizi, che hanno scoperto la sua simbiosi col loro dio disertore. Quindi Horus, messo alle strette, è costretto ad accettare la reclusione divina, mentre il suo compagno dirigerà il nuovo corso politico di Parigi.
La nuova Parigi liberata vive un cambiamento politico senza precedenti: le donne non sono più costrette alla prigione per accoppiamenti mirati alla sola riproduzione della prole 90% mascolina e, seppur lentamente, vengono colmati i divari tra i due arrondissement. Presto, però, il nuovo governo si ritrova senza il suo leader, infatti il compagno Nikopol in seguito alla "resurrezione" ha perso la ragione (si esprime solo recitando poesie di Baudelaire) e viene internato in un ospedale psichiatrico. Per governare il paese e schiacciare i nascenti nuclei terroristi che rivorrebbero il fascismo viene allora nominato presidente Alcide Nikopol figlio, coetaneo e sosia del protagonista, frutto della sua relazione immediatamente precedente alla reclusione.

## Adattamenti
Lo stesso Enki Bilal ha realizzato il film Immortal Ad Vitam, un adattamento cinematografico che comprende elementi da La fiera degli immortali e del suo seguito La donna trappola.
Il graphic novel ha avuto pure un adattamento videoludico con il videogioco Nikopol: Secrets of the Immortals.